# Время (телепрограмма)
«Вре́мя» — информационная программа «ОРТ/Первого канала» (с 1995 года), ранее — ЦТ СССР (1968—1991), Всесоюзной ГТРК (1991), РГТРК «Останкино» (1991—1995). В 80-е года выпуски с переводом на английский язык транслировал телеканал  Discovery. 
Выходит в эфир по Первому каналу (до 1991 года — по второму, третьему, четвёртому и пятому каналам, а также по первому каналу Болгарского телевидения). С 1996 года производится Дирекцией информационных программ АО «Первый канал» (в 1996—1998 годах — ЗАО «ОРТ», в 1998—2002 годах — ОАО «ОРТ», в 2002—2016 годах — ОАО «Первый канал»). Первая телевизионная заставка выпуска появилась только 2 годами позже. В самой первой записи программы дикторов вообще не было.
Ранее производилась Главной редакцией информации ЦТ СССР (1968—1991), Студией информационных программ Всесоюзной ГТРК (1991), ИТА РГТРК «Останкино» (1994—1995). Выходит в эфир ежедневно в 21:00 с 1972 года, кроме 31 декабря и 1 января, когда программа в отпуске. В случае выпадения на 21:00 прямой спортивной трансляции время начала передачи может смещаться, из-за чего она выходит или раньше, или позже обычного. С 2005 по 2009 и с 2011 по 2015 год ежегодно 9 мая программа выходила в 22:00 и открывалась прямой трансляцией праздничного салюта. 9 мая 2010 года — в 21:25. До 31 декабря 1989 года выходил также повтор программы на следующий день после эфира в 12:30.

## История
Впервые программа «Время» вышла в эфир 1 января 1968 года в 20:30, не в 21:00. До этого были «Телевизионные новости» с небольшим хронометражем и еженедельное обозрение «Эстафета новостей». Основатель программы — выдающийся советский радиожурналист Юрий Летунов, ставший в 1968—70 гг. автором передачи. С 11 января 1987 года на втором канале ЦТ СССР транслировалась с сурдопереводом. Первым советским диктором-сурдопереводчиком программы «Время» стала Надежда Квятковская.
Программа «Время» выходит в цвете на ЦТ с 1970 года. С 1968 по 1980 год выходила в эфир из телецентра на ул. Шаболовка, 37 в Москве, затем из АСК-1 телецентра «Останкино», с 1990 — из АСБ-22 в АСК-3 телецентра «Останкино», с марта 2008 года выходит из Концертной студии телецентра «Останкино», переоборудованной в новостной комплекс «Первого канала».
С 1984 года звучит музыкальная заставка — сюита российского композитора Георгия Свиридова «Время, вперёд», созданная в 1965 году.
Концепция очерёдности подачи новостей: первые лица государства (протокол), вести регионов, экономика, за рубежом, культура, спорт, погода. Повторы прямых трансляций с Красной площади 1 мая, 9 мая и 7 ноября выходили в традиционное время в 21:00, в начале вечернего эфира фрагмент прямой трансляции праздничного салюта. В 1989 году во время праздничной демонстрации трудящихся интервью программе дал Генеральный секретарь ЦК КПСС М. С. Горбачёв.
В годы застоя программа «Время» была основной информационной программой, достаточно тенденциозно освещая события, происходившие как в СССР, так и в других странах. Имела корреспондентские бюро в более чем 40 странах мира. В США в 1991 и с 1994 по 1999 год программа «Время» ретранслировалась на кабельном телеканале «C-SPAN» с одноголосым закадровым переводом на английский язык под заставкой «MOSCOW EVENING NEWS».
В период с 1968 по 1972 год выходила в эфир по вторникам, средам, четвергам и пятницам. Время выхода в эфир было плавающим и зависело от многих факторов. Как правило передача выходила в период с 20:00 до 20:45. С 1972 года начался ежедневный показ программы. С этого же года программа получила фиксированное время выхода в эфир — 21:00 (с конца 1970-х и до 1 февраля 1981 года программа выходила на «Орбитах» не в 21:00, а на полчаса раньше). До 1978 года выходила в эфир только в 21:00 и только по Первой общесоюзной программе. В период с 1 января 1978 года по 12 июля 1987 года программа «Время» повторялась на следующий день утром (в утреннем выпуске дикторы читали полный прогноз погоды без музыкального сопровождения, обычно при съемке программы сразу делалось два варианта прогноза погоды, один с музыкальным сопровождением для вечернего выпуска, второй без него для утреннего), затем в 8:00 стали выходить в эфир новости, но они продержались недолго, и с 1 сентября 1984 года в это время вновь стал выходить утренний выпуск программы.
В 1980-е годы программа "Время" состояла из следующих рубрик: "Сегодня в программе", "Сельскохозяйственный обзор", "Служу Советскому Союзу", "Сообщаем подробности", "Этот день в истории", "Страницы истории", "По стране Советов", "В совете министров СССР", "Выездная редакция сообщает...", "Из стран социализма", "К 70-летию Великого Октября", "Международная информация", "На путях радикальной реформы", "Навстречу выборам", "Наши интервью", "Новости культуры", "По страницам наших выступлений", "Приметы перестройки", "ТАСС сообщает", "Хроника новостей культуры", "Спорт" и "Прогноз погоды"
С 1 января 1982 года, после того, как Вторая программа стала общесоюзной, вечерний выпуск программы «Время» демонстрировался одновременно по обеим программам. С 1986 года отдельный утренний выпуск не монтировали, а повторяли вечерний выпуск с прогнозом погоды. С 13 июля утренние выпуски программы выходили в 7:30, перед эфиром передавалась небольшая музыкальная программа с показом мультфильма для детей. Открывала эту программу утренняя разминка.
С 13 июля 1987 года начала выходить программа «90 минут», первый вариант современной программы «Доброе утро». В неё входил информационный выпуск, поэтому утренние выпуски программы перестали выходить в эфир. Некоторые выпуски программы по продолжительности вошли в Книгу рекордов Гиннеса. Первый выпуск вышел в 1984 году и был посвящен встрече К. У. Черненко с рабочими металлургического завода «Серп и молот». В этом выпуске Евгений Суслов зачитывал речь Генерального секретаря из-за невозможности трансляции, т. к. сам партийный руководитель был тяжело болен. 2 ноября того же года вышел ещё один выпуск, в котором транслировалось выступление М. С. Горбачёва на сессии Верховного Совета СССР, проходившей в Большом кремлёвском дворце. Также вышло ещё несколько таких выпусков с его участием, включая его выступления по советскому телевидению. В октябре 1989 — марте 1990 года программа «Время» не выходила в эфир по воскресеньям, а вместо неё выходила первая итоговая программа в СССР «Семь дней». После закрытия передачи «7 дней» в марте 1990 года, «Время» возобновила выход в эфир по воскресеньям. С 1990 года программа «Время» стала выходить в эфир три раза: в 12:30, 18:30 и в 21:00. В середине 1990 года был прекращён одновременный показ «Времени» по Второй общесоюзной программе (выпуск в 18:30 транслировался с сурдопереводом).
27 августа 1991 года после путча ГКЧП, вышел выпуск программы «Время» (с 21:00 до 21:55), посвящённый этим событиям. В конце августа был сменён состав ведущих программы (хотя костяк коллектива программы остался прежним), а 28 августа Эдуард Сагалаев подготовил выпуск программы, посвящённый дню города Москвы. 22 сентября вышел последний выпуск программы, в котором Сагалаев в прямом эфире объявил конкурс на дальнейшую судьбу программы. Конкурс продолжался с 23 сентября по 6 октября. На эфир в 21:00 претендовали программы «ТСН», которую вели попеременно Татьяна Миткова и Дмитрий Киселёв, и программа «Время», выпуски которой вели Татьяна Комарова и Марк Дейч. Обе программы вызвали большой интерес у зрителей, но ни одна из них не набрала необходимого количества голосов. 7 октября из заставки название «Время» было убрано. С 7 октября по 31 декабря 1991 года вместо программы «Время» стала выходить «ТВ Информ». С 1 января по 27 июля 1992 года вместо программы «ТВ Информ» выходили «Новости Останкино», которые производились ИТА, а с 28 июля 1992 года — «ИТА Новости», которые просуществовали до 1996 года.
Название «Время» (вместе с музыкой Свиридова) было возвращено в заставку 16 декабря 1994 года. Первой ведущей обновлённой программы «Время» была Татьяна Комарова, первым ведущим новостей спорта — Илья Кукин, первой ведущей прогноза погоды Людмила Шеламова. 31 января 1995 года в выпуске этой программы с Нелли Петковой участвовал Владислав Листьев. 2 марта 1995 года в связи с убийством Владислава Листьева вышло в эфир 2 выпуска программы «Время». Первый выпуск в 16:00 вела Анна Прохорова и он включал полную версию выступления Президента РФ Бориса Ельцина в телецентре «Останкино», а второй плановый вышел в 21:00, его ведущей была Нелли Петкова. 
С 1 апреля 1995 года программа стала выходить в эфир по ОРТ, а с 11 марта 1996 года стала производиться ОРТ.
С 10 апреля по 30 сентября 1995 года ежедневно (включая воскресенье) в 18:00 вместо обычного выпуска новостей выходила программа «Время» в сокращённом виде. Все выпуски имели хронометраж 20—25 минут, как и было до октября 1994 года.
Со 2 июня 1996 года возобновила выход в эфир и по воскресеньям, но не в 21:00, а в 20:00, в июне-июле 1996 года «Время» выходило в 23:00. С октября 1996 года по субботам стала выходить в эфир программа «Время с Сергеем Доренко».
Со 2 февраля 1997 года программа «Время» стала выходить и в воскресенье.
1 января 1998 года в эфир вышел специальный выпуск программы «Время» к 30-летию со дня первого выхода передачи в эфир. Он не содержал в себе оперативной информации за день, а включал в себя большие репортажи действующих корреспондентов телеканала и одного бывшего о разных периодах истории «Времени». Выпуск вели как современные ведущие российских каналов 1990-х годов, так и дикторы ЦТ, актёры или государственные и политические деятели. За год до этого, в первый день 1997 года, программа впервые за свою историю не вышла в эфир по случаю Нового года. С тех пор в этот день выходили исключительно выпуски, посвящённые юбилею программы — в 1998, 2008, 2018 и 2023 годах соответственно.
С 31 августа 1998 года вместо Арины Шараповой ежедневные выпуски программы стал вести Сергей Доренко. Одно время программу вела Александра Буратаева, с октября по ноябрь 1998 года она также являлась ведущей короткого воскресного выпуска продолжительностью 6 минут, выходившего в рамках программы Владимира Познера «Время и мы». С декабря 1998 года постоянными ведущими по инициативе Доренко стали Екатерина Андреева (ранее — ведущая утренних выпусков «Новостей») и Кирилл Клеймёнов (ранее также вёл утренние и дневные выпуски «Новостей»).
С 5 сентября 1999 года вместо программы «Время с Сергеем Доренко» стала выходить в эфир «Авторская программа Сергея Доренко».
27 сентября 1999 года выпуски программы «Время» по будням стали называться «Время. Информационный канал», а по субботам со 2 октября «Время. Аналитическая программа». В рамках «Информационного канала» стали выходить программа «Здесь и сейчас» с Александром Любимовым и «Однако» с Михаилом Леонтьевым. Ведущими «Информационного канала» стали Екатерина Андреева и Кирилл Клеймёнов (неделя через одну), а «Аналитическую программу» ещё с лета 1999 года стал вести Павел Шеремет.
С 19 декабря 1999 года в день выборов программа чаще всего выходит в формате информационно-аналитического канала с 21:00 до 2:00. Такие выпуски программы включают в себя регулярные включения корреспондентов телеканала из штабов политических партий и кандидатов, Центризбиркома, созданных под выборы информационных центров и избирательных участков. В 2003, 2007, 2008, 2012, 2016, 2018 и 2021 годах специальный эфир программы перемежался со спецвыпусками политического ток-шоу, в 1999, 2000, 2004, 2011 и 2024 годах выпусков политического ток-шоу по следам голосования не было. В дни проведения прямой линии Президента России, большой пресс-конференции Президента России или Послания Президента программа почти полностью посвящается этим событиям, и хронометраж увеличивается до часа.
31 декабря 1999 года в 23:00 в прямом эфире ОРТ вышел первый выпуск программы «Время» с итогами года, который начался с последнего новогоднего обращения Бориса Ельцина как президента России. Ведущими были Кирилл Клеймёнов и Александра Буратаева, для которой это был последний телеэфир в качестве ведущей новостей на ОРТ. С января 2000 года программа Доренко, существовавшая по сентябрь 2000 года, стала выходить по субботам, а вместо неё по воскресеньям стала выходить «Аналитическая программа» с Павлом Шереметом. За неделю до президентских выборов Павел Шеремет уходит из «Времени», и по этой причине с марта в воскресенье стала выходить программа «Время. Воскресный выпуск» (его представляли ведущие «Информационного канала»), прекратившая существование в связи с созданием в октябре 2000 года программы «Времена». Также с сентября 2000 года, после закрытия программы Доренко, вместо неё по субботам вновь стала выходить программа «Время». В летнее время на непостоянной основе вместо основных ведущих «Время» в 21:00 вели журналисты, работавшие в утренних или вечерних выпусках новостей ОРТ тех лет: Марина Назарова (она вела эфир в день взрыва в Пушкинском переходе 8 августа 2000 года), Игорь Выхухолев, Жанна Агалакова.
В июле 2001 года «Время. Информационный канал» была переименована во «Время», хронометраж был сокращён сначала до 45, а позже и до 30 минут, новости спорта как отдельный блок были убраны. Вследствие этого, а также ухода с ОРТ программы «Спокойной ночи, малыши!», шедшей перед «Временем», передача стала выходить, как в советские годы, без рекламных перерывов и вставок до и после эфира (сохранившихся внутри «Новостей» и «Ночного Времени»). При этом в программе оставались телемосты со студией «Россия», откуда выходили в эфир известные политики и политологи, или же гости в студии, связанные с одной из главных тем дня, убранные в 2003 году. 24 сентября 2001 года появилось «Ночное время» (заменила собой программу «Ночные новости»). Ведущими этой программы были Андрей Батурин (ранее — корреспондент ОРТ) и Жанна Агалакова (ранее ведущая дневных выпусков новостей ОРТ). Осенью 2002 года Агалакову сменил Пётр Марченко (ранее работал на НТВ).
Летом 2002 года на время отсутствия в сетке вещания программы «Времена», программа возобновила свой выход по воскресеньям, ведущим был Игорь Выхухолев. Окончательно выход программы по воскресеньям был восстановлен только через год, 13 июля 2003 года. Ведущим первого обновлённого выпуска стал Пётр Марченко.
После ухода Кирилла Клеймёнова на административную деятельность в апреле 2004 года второй ведущей программы «Время» стала Жанна Агалакова. С февраля 2005 года вместо неё вторым постоянным ведущим ежедневных выпусков «Времени» снова стал мужчина — бывший ведущий воскресного выпуска Андрей Батурин. С 28 августа 2005 года вместо Петра Марченко ведущим воскресного выпуска программы «Время» стал Пётр Толстой, который до последнего времени вёл передачу «Выводы» на «Третьем канале». С того же года «Итоги года» стали подводиться в первом воскресном выпуске нового года (с 2008 года — в последнее воскресенье года уходящего). С 31 декабря 2006 года «Время» не выходит в эфир в последний день года, однако 31 декабря 2018 года вышел специальный выпуск программы, посвящённый взрыву жилого дома в Магнитогорске. Также вышел специальный выпуск программы 31 декабря 2022 года.
В июне 2007 года Андрей Батурин покинул «Первый канал», и вместо него вторым постоянным ведущим программы стал Виталий Елисеев.
В 2002, 2006 и 2007 годах, программе «Время» присуждалась самая престижная на телевидении России профессиональная награда — премия ТЭФИ в номинации «Лучшая информационная программа».
С 1 по 4 января 2008 года выходили репортажи в честь 40-летия программы. Каждый из четырёх сюжетов был посвящён отдельной составляющей «Времени»: дикторам и ведущим, корреспондентам и редакторам, героям репортажей и техническому оборудованию.
В 2009 году случился скандал, связанный с отстранением от эфира Екатерины Андреевой. По одной версии, это было связано с тем, что Екатерина отказалась вести программу три недели подряд, подменяя своего коллегу Виталия Елисеева. Пока Екатерина летом была в отпуске, новости представляла Анна Павлова. Также, в течение почти всего 2009 года в ходе программы ведущие брали интервью у главных ньюсмейкеров недели: в студии программы на гостевой позиции побывали Микки Рурк, Том Круз, Роберт де Ниро, Кристина Орбакайте, Руслан Байсаров, Дмитрий Медведев и другие. Затем подобные интервью с разной периодичностью стали проводиться в рамках «Вечерних новостей».
С 1 июня 2011 года программа транслируется в формате 16:9.
С сентября 2011 года по окончании того или иного репортажа в программе, всплывающей плашкой внизу экрана анонсируется следующий.
18 марта 2014 года в эфир вышел специальный выпуск программы продолжительностью 75 минут, посвящённый аннексии Крыма Россией.
30 июня 2014 года в день убийства оператора Анатолия Кляна на Украине, сотрудники информационной службы «Первого канала» и генеральный директор Константин Эрнст собрались в новостной студии на минуту молчания.
С 26 августа 2014 года выпуски программы стали выходить в качестве HD вместо SD. Полное переоборудование Дирекции информационных программ было завершено в декабре 2014 года.
1 января 2018 года вышел специальный выпуск программы, посвящённый её 50-летию, который провёл Кирилл Клеймёнов. В обновлённой новостной студии в этот же день побывал Владимир Путин и дал интервью в рамках передачи. Обновления студии и графики окончательно вступили в силу 19 февраля. С этого момента ведущий теперь не только сидя зачитывает подводки к репортажам, но и ходит по студии или ведёт часть передачи стоя. Широко применяется компьютерная анимация. В период, пока передачу вёл Клеймёнов, «Время» отошло от прежде устоявшейся концепции сухой и обезличенной подачи новостей — теперь в каждой подводке ведущий отсылал к художественным образам, классикам, проводил исторические параллели, иронизировал. Многие из таких подводок критиковались как российскими, так и зарубежными СМИ. Сам же Клейменов в своей «прощалке» от 8 мая 2018 года заявил, что в период своего ведения программы с февраля по май ставил в качестве одной из целей задачу развлечь зрителя: «Мы, не буду скрывать, хотели вас немного развлечь. А ведь ничего нет более занудного, чем затянувшееся развлечение. Конечно, не мне судить, но, надеюсь, миссия выполнена». В период его отсутствия в эфире программа вернулась к изначальному графику ведения «неделя через одну», ведущими снова были Екатерина Андреева и Виталий Елисеев. Ровно через пять месяцев, 8 октября, Клеймёнов вновь стал вести выпуски «Времени» по будням на Европейскую часть России. В одном из интервью, рассказывая о своём возвращении в кадр, допустил, что как только удастся создать и обкатать новый формат студии и программы как работающую и понятную систему, «с радостью передаст всё в другие руки».
С 15 июня по 7 июля 2018 года в связи с прямыми трансляциями матчей Чемпионата мира по футболу, программа выходила в эфир на час раньше — в 20:00, в том числе и в те дни, когда в это время на «Первом канале» спортивных трансляций не было.
Вместо программы «Воскресное Время» с 14 октября 2018 по 30 июня 2019 года выходила программа «Толстой. Воскресенье». Тем самым, программа вновь прекратила выходить по воскресеньям, кроме периода отсутствия программы в эфире в праздничные дни.
В связи с переходом «Первого канала» на вещание в одиннадцати часовых версиях, произошедшего 25 декабря 2018 года в графике и в производстве программы «Время» произошли изменения. Выпуск программы для Дальнего Востока выходит в эфир в 12:00 по московскому времени (21:00 камчатского времени). Кроме того, он выходит в эфир из студии утренних новостей по причине занятости основной студии, из которой в это же время выходит дневной выпуск новостей для московского часового пояса. Ведущими московского выпуска в 21:00 с 30 декабря 2018 года снова стали Андреева и Елисеев в графике «неделя через одну».
4 ноября 2023 года в 21:00 вышел специальный выпуск программы, посвящённый Международной Выставке-форум «Россия» на ВДНХ. Ведущей была Екатерина Березовская.
14 декабря 2023 года в 19:50 вышел специальный выпуск программы продолжительностью 1 час 50 минут, посвящённый «Итогам года с Владимиром Путиным». Ведущим был Виталий Елисеев.
1 января 2024 года в 19:50 вышел специальный выпуск программы. Ведущей была Екатерина Андреева.
17 марта 2024 года в 21:00 вышел специальный выпуск программы «Время. Президентские выборы в России 2024» (продолжительность — 4 часа 6 минут). Ведущей выпуска была Екатерина Андреева.

## Другие проекты

### Время с Сергеем Доренко
Информационно-аналитическая телепрограмма, выходившая на ОРТ с 12 октября 1996 по 12 марта 1999 года по субботам (на «Орбитах» программа выходила вечером следующего дня). Вскоре её заменила «Программа Сергея Доренко». Производилась Дирекцией информационных программ ЗАО, затем ОАО «ОРТ». Ведущим был Сергей Доренко, с февраля по март 1999 года вместо него программу вёл корреспондент Иван Коновалов. В конце программы шли титры, сопровождавшиеся шпигелем программы, так как программа позиционировалась как авторская. Над программой работал ряд постоянных корреспондентов, почти все из которых перешли в штат ОРТ из нетелевизионных СМИ («Коммерсантъ», «Эхо Москвы», «Интерфакс»). Среди них были Антон Степаненко, Светлана Колосова, Павел Широв, Татьяна Пелипейко, Анатолий Адамчук.
Программа запомнилась резкой критикой Сергея Доренко в адрес Анатолия Чубайса. Всё началось с того, что Чубайс якобы получил гонорар за издание своей книги, а Доренко назвал этот гонорар взяткой. После этого Чубайс подал в суд на двух журналистов: обозревателя «Новой газеты» Александра Минкина и Сергея Доренко, однако процесс проиграл.
В мае 1998 года Доренко ушёл из эфира и стал главным продюсером информационных программ ОРТ. Но уже в сентябре того же года с подачи Березовского Доренко стал вести ежедневную программу «Время». Его возвращение не было согласовано с гендиректором ОРТ Ксенией Пономарёвой, в связи с чем она ушла с этой должности, а её место занял Игорь Шабдурасулов. Однако у Доренко не сложились отношения и с Шабдурасуловым, и уже в декабре он был отстранён от ведения ежедневной программы.
Субботняя программа снова вышла в эфир 23 января 1999 года, в период ожесточённой борьбы между Березовским и премьер-министром Евгением Примаковым. Доренко с самого начала приступил к нападкам на Примакова. 30 января он обвинил последнего в покровительстве Татьяне Анодиной, главе Межгосударственного авиационного комитета, которая, по утверждению Доренко, была женой премьер-министра (уже через несколько дней существование родственных связей между Примаковым и Анодиной было опровергнуто). Уже в феврале Доренко вновь был отстранён от эфира. Официально программа не вышла из-за того, что он заболел гриппом, но сам ведущий заявил, что на этот шаг руководство канала вынудили пойти российские власти. Согласно некоторым источникам, Доренко отстранили по личному указанию Примакова.

### Воскресное «Время»
Итоговая программа «Первого канала», выходящая в эфир каждое воскресенье в 21:00 с хронометражем от 35 минут до 1 часа 30 минут (в настоящее время — около 2 часов). В случае единичных праздников программа чаще всего переносится на ближайший понедельник. Состояла из нескольких частей, разделённых рекламными блоками (в настоящее время за программу выходит один блок, который делит её на две части). Производится Дирекцией информационных программ АО «Первый канал». Выходила по воскресеньям с 13 июля 2003 по 30 сентября 2018 года и была возобновлена с 1 сентября 2019 года. В выпуске обсуждаются самые яркие события уходящей недели.
После закрытия осенью 2000 года программ «Время. Воскресный выпуск» и «Авторская программа Сергея Доренко» на протяжении трёх лет на «Первом канале» не было итоговых аналитических программ как таковых, а её функции выполняло аналитическое ток-шоу «Времена», которое выходило в воскресенье в 22:30, при этом выпуск программы «Время» в воскресенье отсутствовал. С осени 2002 года «Времена» стали выходить в эфир по воскресеньям в 18:00, а в июле 2003 года выпуск программы «Время» по воскресеньям был восстановлен, хронометраж его был увеличен до 35 (позднее 45) минут. В качестве ведущего воскресного выпуска некоторое время также пробовался Григорий Кричевский, однако в эфире программы он так и не появился. В итоге ведущими стали Пётр Марченко и Андрей Батурин, чередовавшиеся друг с другом в режиме «неделя через неделю» (по аналогии с программой «Ночное Время»). С 6 февраля 2005 года Марченко начал вести программу единолично. Этот выпуск программы не отличался по оформлению от других выпусков «Времени», но фактически являлся итоговой аналитической программой «Первого канала». Иногда в студии программы появлялись гости, с которыми ведущий обсуждал одну из тем недели. Рекламных блоков внутри и после эфира в этой версии еженедельного «Времени» не было.
C 28 августа 2005 года, когда программа впервые вышла в эфир под названием «Воскресное „Время“», её ведущим стал Пётр Толстой, перешедший с «Третьего канала», где вёл аналогичную программу «Выводы». Программа увеличивает хронометраж с 45 минут до 50, в формат также были внесены некоторые изменения. В частности, каждый репортаж программы стал открываться мини-заставкой с ироническим заголовком по теме и сопровождаться фоновой музыкой, взятой преимущественно из американских библиотек. Вместо бесед с гостями в студии внутри программы периодически стали показываться записанные Толстым интервью с известными общественными и политическими деятелями в рабочей обстановке.
Первые два года программа делалась при непосредственном участии журналистов с «Третьего канала», перешедших вместе с новым ведущим программы. В качестве корреспондентов программы выступали такие тележурналисты, как Пётр Косенко, Евгения Саяпина (в прошлом они являлись корреспондентами телеканалов НТВ, ТВ-6 и ТВС из числа команды Киселёва), Роман Толокнов, Марк Подрабинек и другие. Они вместе с ведущим Петром Толстым и руководителем программы Андреем Писаревым не числились в штате «Первого канала» и работали с ним по трудовому договору, по этой причине в конце их репортажей название канала («Первый канал») никогда не упоминалось, а упоминалось только название программы («Воскресное время»). После того, как вначале Андрей Писарев, а затем Пётр Толстой перешли официально в штат ОАО «Первый канал» (это произошло в сезоне 2007—2008 годов), материалы для «Воскресного времени» стали делать только штатные корреспонденты «Первого канала» (сама структура передачи при этом не изменилась), а программа стала выходить с продолжительностью 1 час.
8 июля 2012 года Пётр Толстой покинул программу. C 9 сентября 2012 по 10 июля 2016 года передачу вела бывший корреспондент телеканала Ирада Зейналова. Первое время в рамках программы времён Ирады Зейналовой появлялись её репортажи по основным событиям недели или интервью с людьми, имеющими к ним отношение. К 2015 году такие интервью и репортажи почти не практиковались.
С 2012 года программа регулярно превышает хронометраж, заданный в программе передач, и сдвигает по сетке вниз все последующие передачи. Из-за событий на Украине в 2014 году программа шла 2 часа с указанием 1 часа в печатных программах передач. Летом 2014 года возникла ситуация, когда основная ведущая программы 2 воскресенья подряд прощалась в эфире со зрителями до осени, и последний выпуск с Ирадой Зейналовой вышел в эфир только 20 июля. В течение июля-августа воскресный выпуск продолжал выходить в формате итогового с хронометражем 2 часа (хотя в печатных телепрограммах указывали хронометраж 20-30 минут). Визуально эти выпуски ничем не отличались от ежедневных (как и в 2003—2005 годах), а вместо находившейся в отпуске Зейналовой программу вели другие ведущие — Анна Павлова, Екатерина Андреева, Дмитрий Борисов и Виталий Елисеев. Такой формат был сохранён и в последующие годы: в 2015—2018 годах воскресная программа выходила в таком виде в период летних отпусков, а с июля 2019 года — уже на постоянной основе.
С января 2015 года программа стала выходить полтора часа с указанием такой продолжительности в программе передач.
С 4 сентября 2016 по 10 июня 2018 года «Воскресное время» вёл Валерий Фадеев (ранее — ведущий политического ток-шоу «Структура момента» на «Первом канале»).
Программа не имеет рубрик, но в рамках версий 2003—2005 и 2016—2018 годов выходило несколько специальных проектов или же серии авторских специальных репортажей по актуальным или памятным событиям в стране или мире.
С 10 сентября 2017 по 22 апреля 2018 года выходила рубрика «Будущее за углом», в которую включались репортажи о технологиях будущего и о том, как они могут повлиять на жизнь людей.
С 26 ноября по 24 декабря 2017 года в «Воскресном времени» транслировались пять репортажей продолжительностью от 16 до 20 минут, посвящённые 50-летию программы «Время». В них кратко рассказывалось о ключевых событиях, которые программа освещала в течение каждого из десятилетий. Интервью давали ведущие, корреспонденты и другие закадровые сотрудники передачи как прошлого, так и настоящего времени. Более полные версии интервью были размещены на официальном сайте «Первого канала». Авторы сюжетов — Константин Панюшкин, Алексей Зотов, Юрий Липатов, Кирилл Брайнин и Павел Пчёлкин.
С 25 февраля 2018 года мини-заставки с заголовками и картинками по теме не использовались, тема репортажа представлялась на всплывающей плашке в нижней части экрана, как во всех остальных выпусках программ информационного вещания.
В сентябре 2018 года стало известно о том, что Валерий Фадеев решил сосредоточиться на работе секретарём Общественной Палаты Российской Федерации и покинуть программу. По заявлению пресс-службы «Первого канала», это произошло ещё в конце минувшего сезона. В связи с этим обстоятельством, а также в связи с возвращением Петра Толстого на «Первый канал», программа в сентябре 2018 года была закрыта. Вместо неё по воскресеньям с 7 октября 2018 по 30 июня 2019 года выходила авторская аналитическая программа Петра Толстого «Толстой. Воскресенье», взявшая на себя функции «Воскресного времени» и использовавшая её визуальные атрибуты.
С 7 июля 2019 года программа вернулась в эфир в своём первоначальном формате, использовавшемся в 2003—2005 годах — без использования каких-либо визуальных отличий от ежедневных выпусков и со сменным ведущим в режиме «неделя через неделю». Однако, с 11 октября 2020 года передача стала выходить с графикой и музыкой «Воскресного времени», несмотря на указание прежнего названия в печатных программах.
С 27 февраля 2022 года программа стала выходить с хронометражем около двух часов, с указанием прежнего, полуторачасового, в программах передач.

### Итоги года
В 1999—2005 годах итоги года подводились в обычном выпуске программы «Время» в 21:00 31 декабря уходящего года.
В 2003—2008 годах «Первым каналом» и издательским домом «Коммерсантъ» проводился совместный спецпроект «Коммерсантъ-Первый рейтинг: 20 главных событий и тем уходящего года». Телеверсия «Первого рейтинга» выходила с января 2004 по январь 2008 года каждое второе воскресенье года в 21:00 в рамках эфира программы «Воскресное время», бумажный журнальный вариант — на день позже телеверсии. «Первый рейтинг» также иногда мог присутствовать в программах «Новости» и «Ночное Время». В отличие от ранних и поздних «Итогов года», в «Первом рейтинге» выходило 5 больших сюжетов на тему событий в России, в мире, а также в экономике, спорте и культуре за год. Минуты молчания по умершим в этом году личностям в тех программах не было.
В январе 2008 года возникла ситуация, когда телеверсия «Первого рейтинга» «Коммерсанта» подверглась значительным корректировкам со стороны «Первого канала». В своей телеверсии «Первый канал» поставил на второе место рейтинга тогдашнего первого вице-премьера России Дмитрия Медведева, когда у «Коммерсанта» второе место заняла певица Алла Пугачёва, а Медведев был пятым. Помимо прочего, в телеверсии в пользу вещателя программы была скорректирована первая тройка телепроектов 2007 года, в оригинале выглядевшая следующим образом: фильм Павла Лунгина «Остров» (телеканал «Россия»), сериал Сергея Урсуляка «Ликвидация» (он же), сериал «Диверсант. Конец войны» («Первый канал»). В телеверсии вообще не был упомянут фильм Лунгина, была бегло описана «Ликвидация», и взамен этого были подробно отмечены «Диверсант. Конец войны» и ещё четыре телепроекта «Первого канала», занявшие в оригинале от 5 до 15 места.
С 28 декабря 2008 по 27 декабря 2015 года итоги подводились каналом в рамках эфира программы «Воскресное время» каждое последнее воскресенье декабря (за исключением 2011 года) самостоятельно. Ближе к концу программы, как и в начале 2000-х годов, шла минута молчания в память об ушедших из жизни артистах и известных деятелях политики, науки, искусства, культуры и спорта со всего мира в уходящем году.
25 декабря 2016 года в эфир вышел спецвыпуск «Воскресного времени», посвящённый крушению самолёта в Чёрное море. В связи с трагедией в этом выпуске вместо намеченных итогов года были подведены итоги недели. Этот выпуск начался с показа музыкального клипа на песню «Жить» в исполнении звёзд российской эстрады и рока.
24 декабря 2017 года итоги 2011 и 2016—2017 годов были кратко подведены в заключительном репортаже к 50-летию программы «Время», а 28 декабря в конце выпусков «Вечерних новостей» и «Времени» был показан репортаж, посвящённый памяти умерших в уходящем году известных людей, но уже исключительно из России. Итоги 2018 и 2019 годов подводились в репортажах нескольких последних выпусков «Времени» тех годов. В середине 2000-х годов, в 2016 и 2018—2019 годах минуты молчания по умершим в упомянутые годы известным личностям ни во «Времени», ни в других выпусках новостей телеканала не было.
Вследствие возобновления выхода в эфир воскресного выпуска «Времени» под названием 2005—2018 годов итоги 2020-го были подведены в прежнем формате, как и было до 2015 года включительно.
В 2021 году итоги года подведены в новом формате: выпуск вышел под собственной шапкой (при этом в программах передач указывался как обычный выпуск «Времени») и был преимущественно посвящён обзору прошедших за год событий. Он был проведён в виртуальном ньюсруме, представленном 5 октября 2021 года и ныне с разной периодичностью использующемся как во «Времени», так и в вечерних выпусках «Новостей».
С 2022 года итоги вновь стали подводиться в старом формате, в обычном ньюсруме и с обычной заставкой «Воскресного времени».

### Ночное «Время»
Информационно-аналитическая программа «Первого канала», выходившая в эфир с понедельника по пятницу (с 2002 года — с понедельника по четверг) с хронометражем в 30 минут с 2001 по 2005 год. До июля 2004 года программа выходила круглогодично, до и после сезона 2004/2005 уходила в летний отпуск. Производилась Дирекцией информационных программ ОАО «Первый канал».
Выходила с 24 сентября 2001 по 16 июня 2005 года в плавающем графике (с 23:30 до 0:00). Заменила собой программу «Ночные новости». Ведущими были Жанна Агалакова и Андрей Батурин (поочерёдно). С осени 2002 года вместо Жанны Агалаковой вторым ведущим стал Пётр Марченко. С февраля 2005 года, после изменения эфирной нагрузки у Андрея Батурина (он стал вести основные выпуски в 21:00), передачу снова стала вести Жанна Агалакова. Иногда основных ведущих могла заменять Ольга Кокорекина (ведущая новостей).
В отличие от основного «Времени» его ночной «родственник» выходил только по будням, с понедельника по четверг, иногда с понедельника по пятницу. Вторая особенность программы была таковой: ответственная миссия подведения итогов возложена не на ведущего, а на его гостей, экспертов — известных политологов, социологов или общественных деятелей, присутствовавших на гостевом месте в студии программы или же в студии «Россия». В те годы подобный формат существовал также на НТВ в программе «Сегодня в полночь» и на ТВ-6 (ТВС) в выпуске Владимира Кара-Мурзы «Грани». Иногда программу посвящали строго одной теме (необязательно политической), заголовок которой с 2003 по 2005 год отображался в левом нижнем углу на голубом полупрозрачном или красном непрозрачном прямоугольнике. Некоторое время (с 2003 по 2004 год) внизу экрана программа сопровождалась бегущей строкой красного цвета, на которой высвечивались последние новости за день.
Помимо блока общественно-политической информации и комментариев экспертов и корреспондентов канала, в программе «Ночное Время» также присутствовали прогноз погоды (последний эфир — летом 2003 года) и новости спорта (последний эфир — 26 мая 2005 года). Новости спорта в программе «Ночное Время» представляли Константин Выборнов, Владимир Топильский и Виктор Гусев. Спортивные события освещались из той же студии, что и обычные новости. С 2002 года справа от ведущего был виртуальный столбец с указанием освещаемого события, а вверху — вращающиеся квадратики со значками, обозначающими виды спорта.
В июне 2005 года программа ушла в летний отпуск, но не вышла из него, а была заменена программой «Ночные новости», возобновившей свой выход в эфир.

## Ведущие

### Нынешние ведущие
- Екатерина Андреева (с 1997 года, основная ведущая)
- Михаил Леонтьев (с 1999 года, ведущий авторского комментария «Однако»)
- Виталий Елисеев (с 2007 года, основной ведущий)
- Андрей Ухарев (с 2018 года, основной ведущий)
- Екатерина Березовская (с 2020 года, основная ведущая)

### Бывшие ведущие

#### Дикторы ЦТ
- Евгений Арбенин
- Виктор Балашов
- Владимир Березин
- Нонна Бодрова
- Марина Бурцева
- Борис Вассин
- Лев Викторов
- Дина Григорьева
- Инна Ермилова
- Галина Зименкова
- Ирина Илларионова
- Игорь Кириллов
- Елена Коваленко (вела также трансляцию с Красной площади в 1990 году, которая стала последней)
- Юрий Ковеленов
- Евгений Кочергин (вёл также юбилейный праздничный выпуск в честь 70-летия Великой Октябрьской социалистической революции)
- Ольга Кулешова
- Андрей Леонов
- Аза Лихитченко
- Ирина Мартынова
- Юрий Петров
- Майя Сидорова
- Геннадий Чертов
- Анна Шатилова (во время трансляций с Красной площади находилась на гостевых трибунах)
- Вера Шебеко (вела также трансляции с Красной площади, кроме последней в 1990 году, в дни траура была одной из основных ведущих наряду с Азой Лихитченко и Галиной Зименковой)
- Татьяна Судец
- Евгений Суслов
- Виктор Ткаченко
- Светлана Токарева
- Юрий Федотов
- Леонид Чучин

#### Журналисты
- Александр Крутов (1988—1991) (в паре с Верой Шебеко также в 1990 году вёл трансляцию с Красной площади в честь 45-летия Победы)
- Александр Тихомиров (1988)
- Владимир Молчанов (1988—1991)
- Владимир Стефанов (1990—1991)
- Сергей Ломакин (1990—1991), чаще в паре с Инной Ермиловой
- Сергей Медведев[138] (1990—1991, 1995)
- Ирина Мишина (1991)
- Дмитрий Воскобойников (1994) — новогодний выпуск
- Нелли Петкова (1994—1996), чередуясь с Игорем Выхухолевым
- Игорь Выхухолев (1994—1996, иногда в 2000—2004), чередуясь с Нелли Петковой
- Игорь Гмыза (1995—1998)[139][140], чередуясь с Ариной Шараповой
- Арина Шарапова (1996—1998)[141], чередуясь с Игорем Гмызой
- Сергей Доренко (1996—2000)
- Александра Буратаева (1998—1999)
- Кирилл Клеймёнов (1998—2004, 2018—2020)
- Иван Коновалов (1999)[142]
- Марина Назарова (2000)
- Жанна Агалакова (2001—2005)[143], чередуясь с Андреем Батуриным, позже с Екатериной Андреевой
- Андрей Батурин (2001—2007)[144][145], чередуясь с Жанной Агалаковой, позже с Петром Марченко и Екатериной Андреевой
- Пётр Марченко (2002—2005)[146], чередуясь с Андреем Батуриным и Екатериной Андреевой
- Ольга Кокорекина (2002—2007)[147]
- Анатолий Лазарев (2008—2010)
- Юлия Панкратова (2008—2012)
- Анна Павлова (2009, 2014—2015), чередуясь с Виталием Елисеевым[68][148][149]
- Дмитрий Борисов (2011—2017), чередуясь с Екатериной Андреевой[150][151]
- Елена Винник (2017—2021)

#### Однако
- Александр Привалов (2001—2003), чередуясь с Михаилом Леонтьевым и Максимом Соколовым

#### Ночное Время (2001—2005)
- Андрей Батурин (2001—2005)[152], чередуясь с Жанной Агалаковой, позже с Петром Марченко
- Жанна Агалакова (2001—2002[153], 2005), чередуясь с Андреем Батуриным, затем с Петром Марченко
- Пётр Марченко (2002—2005), чередуясь с Андреем Батуриным

#### Воскресное Время (2003—2018, с 2020)
- Пётр Марченко (2003—2005)[154], чередуясь с Андреем Батуриным
- Андрей Батурин (2003—2005), чередуясь с Петром Марченко
- Пётр Толстой (2005—2012)[155][156]
- Ирада Зейналова (2012—2016)[157][158]
- Валерий Фадеев (2016—2018)[122]
- Виталий Елисеев (с 2020 года)
- Екатерина Андреева (с 2020 года, запасная ведущая)
- Андрей Ухарев (с 2021 года, запасной ведущий)
- Екатерина Березовская (с 2021 года)
- Валерия Кораблёва (с 2023 года)
- Юлия Панкратова (с 2026 года)

### Спортивные новости
Ведущие
- Константин Выборнов[159][160]
- Виктор Гусев[161]
- Александр Илларионов
- Василий Кикнадзе
- Ольга Лапшинова[162]
- Николай Попов
- Владимир Топильский
- Дарья Червоненко
- Сергей Ческидов[163]

## Умершие

### Дикторы ЦТ
- Нонна Бодрова
- Аза Лихитченко
- Галина Зименкова
- Марк Дейч (в 1991 году в паре с Татьяной Комаровой вёл конкурсные выпуски программы)
- Виктор Ткаченко
- Леонид Элин (1982—1991; вёл также трансляции с Красной площади в 1982—1985 годах в дни траура в паре с Игорем Кирилловым и праздничные в 1985, 1987, 1989 и 1990 годах)
- Юрий Ковеленов
- Евгений Суслов (вёл также трансляции с Красной площади, кроме 1987, 1988, 1989 годов, в дни траура и во время работы XXVII съезда КПСС был одним из основных ведущих программы «Время» наряду с Игорем Кирилловым и Евгением Кочергиным)
- Виктор Балашов
- Юрий Петров (вёл также трансляцию с Красной площади в 1989 году)
- Игорь Кириллов (вёл также трансляции с Красной площади в дни траура и в 1988 году, во время остальных трансляций находился на гостевых трибунах)

### Комментаторы спортивных новостей до 1991 года
- Владимир Маслаченко
- Георгий Саркисьянц
- Георгий Сурков
- Наум Дымарский
- Евгений Майоров
- Александр Иваницкий
- Николай Озеров
- Владимир Перетурин
- Ян Спарре
- Нина Ерёмина
- Анна Дмитриева

### Ведущие
- Игорь Выхухолев (ведущий программы в 1994—1996 годах и иногда в 2000—2004 годах, скончался в январе 2021 года от болезни сердца, обострившейся в результате отравления аммиаком)
- Сергей Доренко (ведущий итоговых аналитических выпусков в 1996—1998 и 1999 годах, ежедневных вечерних выпусков в 1998 году, умер от сердечного приступа в мае 2019 года)
- Татьяна Комарова (1952—2010, вела вечерние выпуски в 1990—1996 годах, скончалась в декабре 2010 года из-за острой почечной недостаточности)

### Корреспонденты и операторы
- Наталья Астафьева и Сергей Исаков (корреспондент и оператор в Тюмени, погибли в ДТП в октябре 2003 года)[164]
- Максим Бабенко (1984—2008, корреспондент в Пятигорске в 2007—2008 годах, погиб в октябре 2008 года в ДТП)[165][166]
- Владилена Вишневская (1968—2011, парламентский корреспондент в 1994—2004 годах, скончалась 12 февраля 2011 года от рака груди)[167]
- Максим Воронин (корреспондент в 2010—2013 годах, скончался в августе 2015 года)[168][169]
- Юрий Выборнов (1946—2017, работал в программе в 1974—2005 годах, корреспондент в Италии в 1984—1991 годах, затем — в Австрии и Израиле до 2005 года, скончался в марте 2017 года)[170]
- Сергей Горячёв (1960—2011, корреспондент в США в 1993—1998 годах, директор Дирекции информационных программ канала в 2000—2004 годах, скончался в ноябре 2011 года)[171][172]
- Вадим Денисов (оператор в 2002—2016 годах, погиб в авиакатастрофе в декабре 2016 года)[173]
- Сергей Духавин (1945—2009, корреспондент в Санкт-Петербурге до 1999 года, скончался в 2009 году)[174]
- Александр Зараелян (1953—2017, корреспондент, обозреватель до 1991 года, скончался в ноябре 2017 года)[175]
- Леонид Золотаревский (1930—2017, корреспондент в Афганистане в 1980—1983 годах, скончался в июне 2017 года)[176]
- Андрей Карницкий (1960—2012, режиссёр, работал в программе в 2003—2012 годах, скончался в январе 2012 года)[177]
- Анатолий Клян (1946—2014, оператор, убит в июне 2014 года)[178]
- Наталия Кондратюк (1964—2008, руководитель украинского корпункта в 1994—2005 годах, скончалась в феврале 2008 года)[179][180]
- Илья Костин (1979—2019, корреспондент в 2003—2018 годах)[181]
- Алексей Кочетков (корреспондент-оператор в 1998—2010 годах[182],. скончался в феврале 2010 года от сердечного приступа)[183]
- Евгений Лукинов (1978—2009, корреспондент в 2008—2009 годах, скончался в мае 2009 года)[184][185]
- Александр Маликов (1951—2017, корреспондент в Великобритании в 1991—1995 годах[186] и Югославии в 1997—1999 годах[187], убит в феврале 2017 года)[188]
- Аркадий Мелконян (1943—2014, корреспондент в Сочи, Абхазии, Краснодарском крае и Турции в 1984—2002 годах, скончался в сентябре 2014 года)[189]
- Олег Мигунов (1962—2007, корреспондент в Германии в 1999—2005 годах, скончался в сентябре 2007 года)[190]
- Дмитрий Мотрич (1970—2018, корреспондент в 1990-х годах, скончался 28 мая 2018 года)[191]
- Виктор Никулин (1968—1996, корреспондент в Таджикистане в 1995—1996 годах, убит в марте 1996 года)[192]
- Виктор Ногин и Геннадий Куринной (корреспондент и оператор в Югославии, погибли в сентябре 1991 года)[193]
- Дмитрий Рунков (1986—2016, корреспондент в 2016 году, погиб в авиакатастрофе в декабре 2016 года)[173]
- Александр Сойдов (1983—2016, звукооператор в 2006—2016 годах, погиб в авиакатастрофе в декабре 2016 года)[173]
- Вячеслав Тибелиус (1955—2015, корреспондент и оператор, лауреат спецприза ТЭФИ—1998, скончался в сентябре 2015 года)[194]
- Игорь Фесуненко (1933—2016, международный корреспондент в 1966—1991 годах, скончался в апреле 2016 года)
- Дмитрий Хавин (1948—2007, корреспондент в 1976—1996 годах, в том числе и как сотрудник агентства «Русская линия», скончался в декабре 2007 года)[195]
- Рамзан Хаджиев (1955—1996, заведующий чеченским корпунктом в 1994—1996 годах, убит в ходе первой чеченской войны в августе 1996 года)[196]
- Елизавета Хакимова (1988—2015, продюсер информационной службы, погибла при столкновении гидроплана с самолётом в августе 2015 года)[197]
- Нинель Шахова (1935—2005, корреспондент, культурный обозреватель в 1971—1992 годах, скончалась в марте 2005 года)[198]
- Павел Шеремет (1971—2016, корреспондент в Белоруссии, позже в Москве в 1996—2006 годах, ведущий субботних аналитических выпусков в 1999—2000 годах[199], погиб при взрыве автомобиля в июле 2016 года)[200]
- Всеволод Шишковский (1936—1997, корреспондент в Швейцарии и Великобритании в 1980—1995 годах, скончался в ноябре 1997 года)[201]
- Ильяс Шурпаев (1975—2008, корреспондент в 2005—2008 годах, убит в марте 2008 года)[202]

### Однако
- Максим Соколов (1959—2023, ведущий программы в 2001—2003 годах, умер 30 декабря 2023 года)

### Дикторы-сурдопереводчики
- Татьяна Котельская (1946—2011)
- Надежда Квятковская (1928—2011)
- Майя Гурина (1946—1996)
- Ирина Агаева (1956—1989)
- Тамара Львова

## Рубрики

### Спорт
Блок с информацией о спортивных событиях, произошедших в стране и мире за день, представлявшийся спортивными комментаторами в отдельной части студии. Содержал в себе как видеофрагменты из спортивных трансляций, так и инфографику — турнирные таблицы, списки результатов матчей и так далее. В программе «Время» данный блок присутствовал до конца сезона 2000—2001 годов. Осенью 2001 года, в связи с сокращением хронометража программы «Время» вдвое (с часа до 45 минут, а позже и до 30 минут), новости спорта исчезли из программы.
Существовало расхожее мнение, что новости спорта исчезли из эфира программы из-за неудачных выступлений российских спортсменов. Но, по словам сотрудников Дирекции информационных программ «Первого канала», «если произошло важное спортивное событие, для него не нужен специальный блок — оно и так займёт место в выпуске, а может стать и открывающей программу новостью».

### Здесь и сейчас
«Здесь и сейчас» — рубрика, которая представляла собой актуальное интервью в прямом эфире. Вёл её Александр Любимов, который на тот момент занимал должность председателя Совета директоров телекомпании ВИD и параллельно являлся ведущим программы «Взгляд». С 30 ноября 1998 по 23 сентября 1999 года выходила как самостоятельная программа, с 27 сентября 1999 года стала выходить в рамках информационного канала «Время» с понедельника по пятницу. К Любимову на передачу приходили гости (общественные, государственные, политические, культурные, спортивные деятели), с которыми он обсуждал самые последние политические, экономические и социальные события. У каждого выпуска программы есть свой герой — наиболее информированный и компетентный человек или просто главный ньюсмейкер дня. В студии работал прямой телефон, также использовались телемосты для оперативной связи с участниками событий — это позволяло вести разговор сразу с несколькими оппонентами. Программа рассчитана на самую широкую аудиторию. Особенность программы была в том, что она шла в прямом эфире и поддерживала связь с любой точкой Земли. Программу производила телекомпания ВИD, хотя перед ней также показывалась и заставка «ОРТ представляет».
На московской поясной версии программа выходила в прямом эфире, а на орбитах она выходила только на следующий день в записи. В архив телекомпании ВИD, обнародованный в середине-конце 2010-х годов, выпуски 1999—2001 годов были внесены с несколько иным монтажом — в части выпусков передача открывалась заставкой «ОРТ представляет», в ней были опущены переклички Александра Любимова с ведущим программы «Время», вступительное слово Любимова после первой переклички шло в записанном варианте, а в конце показывался копирайт «Телекомпания ВИD по заказу АО „Общественное российское телевидение“». Несмотря на то, что в 1999—2001 годах на орбитах программа выходила в 18:45, на плашке в левом нижнем углу показывалось неправильное время — например, 21:40, в соответствии со временем в часовом поясе МСК, откуда производилась запись для показа на орбиты.
Из-за случившегося у Любимова перелома ключицы несколько выпусков «Здесь и сейчас» (с 18 по 21 января 1999 года) прошли по телемосту из импровизированной студии, развёрнутой в здании ЦИТО — Центрального института травматологии и ортопедии. Это был первый случай на российском ТВ, когда телепередача в прямом эфире вышла прямо из больницы. С 25 января 1999 года Любимов вёл программу уже из студии в Останкино.
29 июня 2001 года, в связи с переходом Александра Любимова на административную работу и последующим сокращением «Времени» с 1 часа до 45 минут, а затем и до 30 минут, программа была закрыта.

## Руководство
В советские годы руководителем программы считался главный редактор, в 1994—1996 годах — директор ИТА, с 1996 по наше время — директор Дирекции информационных программ ОРТ, затем «Первого канала».
Главные редакторы
- Юрий Летунов (1968—1977)
- Виктор Любовцев (1977—1983)
- Григорий Шевелёв (1983—1988)
- Эдуард Сагалаев (1988—1989)
- Ольвар Какучая (1989—1991)
- Борис Непомнящий (1991)

Руководители Информационного телевизионного агентства
- Борис Непомнящий (1994—1995)
- Аркадий Евстафьев (1995)

Руководители Дирекции информационных программ ОРТ, затем ОАО и АО «Первый канал»
- Аркадий Евстафьев (1996)
- Ксения Пономарёва (1996—1997)
- Андрей Васильев (1997)[212]
- Александр Любимов (1997—1998)[213]
- Сергей Доренко (1998)[214]
- Ашот Баблумян (1999)[215]
- Татьяна Кошкарёва (1999—2000)
- Сергей Горячёв (2000—2004)[216]
- Кирилл Клеймёнов (с 2004)[217][218]

## Пародии
- В одном из выпусков программы «Осторожно, модерн!» на СТС (1996) была показана пародия под названием «Программа „Семя“», где показывались репортажи корреспондента Нико Свалидзе, а спортивные новости представляла обозреватель Дарья Червонцева.
- Пародию на программу в 2004 году показали Илья Олейников и Юрий Стоянов[219].
- В программе «Большая разница» на Первом канале была показана пародия на программу, спародированы стилизованные часы и ведущая Екатерина Андреева, роль которой исполнила Нонна Гришаева. В другой пародии, показанной в самом первом выпуске «Большой разницы», она называлась «WWWремя» (Интернет-время), где была сделана пародия на советскую версию программы с ведущими Игорем Кирилловым и Галиной Зименковой, которые разговаривали на т. н. «жаргоне падонков»[220].
- 17 марта 2012 года в программе «Yesterday Live» на Первом канале была снята пародия на четырнадцатую заставку, где звучала начальная песня с придуманными к ней словами.

## Награды
- Государственная премия СССР — 1977
- ТЭФИ в номинации «Лучшая информационная программа» (2002, 2006, 2007, 2017)

## Критика
- В ноябре 2011 года в репортаже программы «Воскресное время» о выступлении Председателя Правительства РФ Владимира Путина после боя Фёдора Емельяненко с американцем Джеффом Монсоном был вырезан свист, который, по мнению многих журналистов, был адресован чиновнику. Ведущий программы Пётр Толстой заявил о том, что свист не был направлен против Путина[221].
- 21 октября 2012 года в программе «Воскресное время» вышел сюжет Антона Верницкого о выборах в координационный совет оппозиции, в рамках которого был показан разговор с Евгением Гришковцом, в котором он раскритиковал оппозиционеров. Согласно Лента.ру, 22 октября на своём сайте писатель заявил о том, что не давал никакого интервью «Первому каналу», а его слова были взяты из записи беседы с корреспондентом екатеринбургского интернет-портала и вырваны из контекста[222].
- 3 февраля 2013 года в программе «Воскресное время» вышел репортаж под названием «Виртуальные отношения как повод для реальных проблем, или новый вид зависимости — от соцсетей», посвящённый Татьяне Козленко (бортпроводнице, которую уволили за публикацию фотографии с нецензурным жестом на своей странице в социальной сети). В репортаже «Первый канал» приводит скриншот её страницы в социальной сети «ВКонтакте», на котором из интерфейса соцсети пропало левое меню со ссылками на разделы, а вместо верхней панели с логотипом появилась синяя панель с надписью «Facebook» и предложением войти в свой аккаунт (эта панель видна пользователям Facebook, не вошедшим в свой аккаунт). Кроме того, в адресной строке браузера, в котором якобы открыта страница Козленко, значится адрес «www.facebook.com»[223].
- 26 октября 2016 года в новостной программе телеканала вышел сюжет о якобы оправдании австрийским судом иракского беженца, изнасиловавшего 10-летнего ребёнка. В вечерней программе «Время» сообщалось уже об отмене приговора, однако в двух сюжетах общей продолжительностью в шесть с половиной минут так и не было сказано о сохранении мигранта под арестом и невыпуске на свободу. При этом ведущий и автор сюжета заявляли о возможном избежании наказания, что невозможно: предъявлялись обвинения по пунктам «сексуальные действия с отягчающими обстоятельствами» и «изнасилование», на пересмотр были направлены материалы только по последнему из них[224].
- 21 ноября 2018 года в эфире выпуска программы «Время» был показан сюжет к 5-летию со дня начала событий украинской Революции Достоинства, одним из героев которого был представленный как «украинец, житель Кривого Рога, участник Евромайдана» Кирилл Чубенко[225], сказавший, что за прошедшие 5 лет Евромайдан ему ничего не дал[226]: он не может оплатить коммунальные услуги и не знает, как переживёт предстоящую зиму[227]. Как впоследствии выяснилось, в репортаже на самом деле под именем Чубенко снялся белорусский аналитик Виталий Юрченко[228], подтвердивший своё участие в ролике и расценивший свой поступок и согласие сняться для «Первого» как личный позор[229]. 7 декабря «Первый канал» извинился за показанный сюжет, заявив о некачественной работе искавших героев стрингеров[230].
- 14 марта 2022 года эфир программы «Время» на Первом канале российского телевидения был прерван антивоенной акцией против российского вторжения на Украину, которую организовала редактор программы Марина Овсянникова. Когда ведущая Екатерина Андреева собиралась объявить о репортаже подготовленного сюжета, в студию с антивоенным плакатом вошла Овсянникова, попутно показав этот плакат на камеру. Несмотря на это, репортаж сюжета был включён без задержек. До своей акции Овсянникова записала видеообращение, в котором возложила ответственность за начало боевых действий на президента Владимира Путина и извинилась за свою работу на госканале. После этой акции Овсянникова была задержана сотрудниками полиции[231].